# Acuayucan
Acuayucan är en ort i Mexiko.   Den ligger i kommunen Astacinga och delstaten Veracruz, i den sydöstra delen av landet, 230 km öster om huvudstaden Mexico City. Acuayucan ligger 2 068 meter över havet och antalet invånare är 614.
Terrängen runt Acuayucan är huvudsakligen lite bergig. Acuayucan ligger nere i en dal. Runt Acuayucan är det ganska tätbefolkat, med 134 invånare per kvadratkilometer. Närmaste större samhälle är Telpatlán, 8,3 km sydväst om Acuayucan. Omgivningarna runt Acuayucan är en mosaik av jordbruksmark och naturlig växtlighet.